# Anthony Smith
Anthony Smith (Corpus Christi, 26 de julho de 1988) é um lutador profissional de artes marciais mistas que atualmente compete pelo UFC na categoria dos meio-pesados.

## Biografia
Nascido em Corpus Christi, no Texas, Smith cresceu em Nebraska City. Ele foi criado por sua mãe e seu avô, já que seu pai foi ausente durante toda sua vida. Smith largou a escola no meio do último ano para trabalhar como ajudante de pedreiro.

## Carreira no MMA

### Volta ao Ultimate Fighting Championship
Em 16 de fevereiro de 2016, Smith foi re-contratado pelo UFC. Ele enfrentou o estreante Leonardo Augusto Leleco em 21 de fevereiro de  2016, no UFC Fight Night: Cowboy vs. Cowboy, substituindo o lesionado Trevor Smith. Ele venceu via decisão unânime.
Smith enfrentou Cezar Ferreira em 8 de julho de  2016, no The Ultimate Fighter 23 Finale. Ele perdeu via decisão unânime.
Smith enfrentou Elvis Mutapcic em 3 de dezembro de 2016, no The Ultimate Fighter 24 Finale. Ele venceu por nocaute técnico no segundo round.
Smith enfrentou Andrew Sanchez em 15 de abril de 2017, no UFC on Fox 24. Ele venceu via nocaute no terceiro round.
Smith enfrentou Hector Lombard em 16 de setembro de 2017, no UFC Fight Night 116. Ele venceu por nocaute técnico no terceiro round.
Smith enfrentou Thiago Santos em  3 de fevereiro de 2018, no UFC Fight Night 125. Ele perdeu por nocaute técnico.

## Cartel no MMA
| Cartel no MMA   |             |             |
| 52 lutas        | 35 vitórias | 17 derrotas |
| Por nocaute     | 19          | 10          |
| Por finalização | 13          | 4           |
| Por decisão     | 3           | 3           |

| Res.    | Cartel | Oponente                   | Método                                   | Evento                                                    | Data       | Round | Tempo | Local                        | Notas                                   |
| ------- | ------ | -------------------------- | ---------------------------------------- | --------------------------------------------------------- | ---------- | ----- | ----- | ---------------------------- | --------------------------------------- |
| Derrota | 36-18  | Johnny Walker              | Decisão (unânime)                        | UFC on ABC: Rozenstruik vs. Almeida                       | 13/05/2023 | 3     | 5:00  | Charlotte, Carolina do Norte |                                         |
| Derrota | 36-17  | Magomed Ankalaev           | Nocaute Técnico (socos)                  | UFC 277: Peña vs. Nunes 2                                 | 30/07/2022 | 2     | 3:09  | Dallas, Texas                |                                         |
| Vitória | 36-16  | Ryan Spann                 | Finalização (mata leão)                  | UFC Fight Night: Smith vs. Spann                          | 18/09/2021 | 1     | 3:47  | Enterprise, Nevada           | Performance da Noite.                   |
| Vitória | 35-16  | Jimmy Crute                | Nocaute Técnico (interrupção médica)     | UFC 261: Usman vs. Masvidal 2                             | 24/04/2021 | 1     | 5:00  | Jacksonville, Florida        |                                         |
| Vitória | 34-16  | Devin Clark                | Finalização (triângulo)                  | UFC on ESPN: Smith vs. Clark                              | 28/11/2020 | 1     | 2:34  | Las Vegas, Nevada            | Performance da Noite.                   |
| Derrota | 33-16  | Aleksandar Rakić           | Decisão (unânime)                        | UFC Fight Night: Smith vs. Rakić                          | 29/08/2020 | 3     | 5:00  | Las Vegas, Nevada            |                                         |
| Derrota | 33-15  | Glover Teixeira            | Nocaute Técnico (socos)                  | UFC Fight Night: Smith vs. Teixeira                       | 13/05/2020 | 5     | 1:04  | Jacksonville, Flórida        |                                         |
| Vitória | 33-14  | Alexander Gustafsson       | Finalização (mata leão)                  | UFC Fight Night: Gustafsson vs. Smith                     | 01/06/2019 | 4     | 2:38  | Estocolmo                    | Performance da Noite.                   |
| Derrota | 32-14  | Jon Jones                  | Decisão (unânime)                        | UFC 235: Jones vs. Smith                                  | 02/03/2019 | 5     | 5:00  | Las Vegas, Nevada            | Pelo Cinturão Meio Pesado do UFC.       |
| Vitória | 32-13  | Volkan Oezdemir            | Finalização (mata leão)                  | UFC Fight Night: Volkan vs. Smith                         | 27/10/2018 | 3     | 4:26  | Moncton                      | Performance da Noite.                   |
| Vitória | 31-13  | Maurício Rua               | Nocaute (cotovelada e socos)             | UFC Fight Night: Shogun vs. Smith                         | 22/07/2018 | 1     | 1:29  | Hamburgo                     | Performance da Noite.                   |
| Vitória | 30-13  | Rashad Evans               | Nocaute (joelhada)                       | UFC 225: Whittaker vs. Romero II                          | 09/06/2018 | 1     | 0:53  | Chicago, Illinois            | Estreia nos Meio Pesados.               |
| Derrota | 29-13  | Thiago Santos              | Nocaute Técnico (chute no corpo e socos) | UFC Fight Night: Machida vs. Anders                       | 03/02/2018 | 2     | 1:03  | Belém, Pará                  | Luta da Noite.                          |
| Vitória | 29-12  | Hector Lombard             | Nocaute Técnico (socos)                  | UFC Fight Night: Rockhold vs. Branch                      | 16/09/2017 | 3     | 2:33  | Pittsburgh, Pensilvânia      |                                         |
| Vitória | 28-12  | Andrew Sanchez             | Nocaute (chute na cabeça e socos)        | UFC on Fox: Johnson vs. Reis                              | 09/04/2017 | 3     | 3:52  | Kansas City, Missouri        |                                         |
| Vitória | 27-12  | Elvis Mutapcic             | Nocaute Técnico (cotovelada e socos)     | The Ultimate Fighter: Tournament of Champions Finale      | 03/12/2016 | 2     | 3:27  | Las Vegas, Nevada            | Performance da Noite.                   |
| Derrota | 26-12  | Cezar Ferreira             | Decisão (unânime)                        | The Ultimate Fighter: Team Joanna vs. Team Cláudia Finale | 08/07/2016 | 3     | 5:00  | Las Vegas, Nevada            |                                         |
| Vitória | 26-11  | Leonardo Augusto Guimarães | Decisão (unânime)                        | UFC Fight Night: Cowboy vs. Cowboy                        | 21/02/2016 | 3     | 5:00  | Pittsburgh, Pensilvânia      | Retornou ao UFC.                        |
| Vitória | 25-11  | Josh Neer                  | Nocaute Técnico (socos)                  | Victory FC 47                                             | 14/01/2016 | 1     | 3:27  | Omaha, Nebraska              | Ganhou o Cinturão Peso Médio do VFC.    |
| Vitória | 24-11  | Brock Jardine              | Nocaute Técnico (socos)                  | RFA 30: Smith vs. Jardine                                 | 18/09/2015 | 1     | 3:00  | Lincoln, Nebraska            |                                         |
| Vitória | 23-11  | Tim Williams               | Nocaute (joelhada)                       | Cage Fury FC 50: Williams vs. Smith II                    | 18/07/2015 | 1     | 1:02  | Atlantic City, New Jersey    | Defendeu o Cinturão Peso Médio do CFFC. |
| Vitória | 22-11  | Tim Williams               | Finalização (triângulo invertido)        | Cage Fury FC 46: Williams vs. Smith                       | 28/02/2015 | 2     | 1:15  | Chester, Pennsylvania        | Ganhou o Cinturão Peso Médio do CFFC.   |
| Vitória | 21-11  | Andrew Kapel               | Finalização (mata leão)                  | Extreme Beatdown: Beatdown at 4 Bears 12                  | 29/11/2014 | 1     | 2:18  | New Town, North Dakota       |                                         |
| Vitória | 20-11  | Brian Green                | Decisão (unânime)                        | Bellator 129                                              | 17/10/2014 | 3     | 5:00  | Council Bluffs, Iowa         |                                         |
| Vitória | 19-11  | Victor Moreno              | Finalização (triângulo)                  | Bellator 117                                              | 18/04/2014 | 2     | 0:59  | Council Bluffs, Iowa         | Estreia no Bellator.                    |
| Derrota | 18-11  | Josh Neer                  | Finalização (mata leão)                  | Victory FC 41                                             | 14/12/2013 | 3     | 3:48  | Ralston, Nebraska            |                                         |
| Derrota | 18-10  | Antônio Braga Neto         | Finalização (chave de joelho)            | UFC on Fuel TV: Nogueira vs. Werdum                       | 08/06/2013 | 1     | 1:52  | Fortaleza                    | Estreia no UFC.                         |
| Derrota | 18-9   | Roger Gracie               | Finalização (triângulo de mão)           | Strikeforce: Marquardt vs. Saffiedine                     | 12/01/2013 | 2     | 3:16  | Oklahoma City, Oklahoma      |                                         |
| Vitória | 18-8   | Lumumba Sayers             | Finalização (triângulo)                  | Strikeforce: Rousey vs. Kaufman                           | 18/08/2012 | 1     | 3:52  | San Diego, California        |                                         |
| Vitória | 17-8   | Richard White              | Nocaute Técnico (socos)                  | Disorderly Conduct: Fireworks                             | 30/06/2012 | 1     | 2:35  | Nebraska City, Nebraska      |                                         |
| Vitória | 16-8   | Ian Berg                   | Finalização (triângulo de mão)           | Victory FC 37                                             | 13/04/2012 | 2     | 2:01  | Council Bluffs, Iowa         |                                         |
| Derrota | 15-8   | Adlan Amagov               | Nocaute (socos)                          | Strikeforce Challengers: Britt vs. Sayers                 | 18/11/2011 | 1     | 2:32  | Las Vegas, Nevada            |                                         |
| Vitória | 15-7   | Ben Lagman                 | Nocaute (soco)                           | Strikeforce Challengers: Voelker vs. Bowling III          | 22/07/2011 | 2     | 0:33  | Las Vegas, Nevada            |                                         |
| Vitória | 14-7   | Curtis Johnson             | Nocaute (socos)                          | Cornhusker Fight Club 6: Slugfest                         | 09/07/2011 | 1     | 3:13  | Lincoln, Nebraska            |                                         |
| Vitória | 13-7   | Eric Schambari             | Nocaute Técnico (socos)                  | C3 Fights: MMA Championship Fights                        | 04/06/2011 | 1     | 1:46  | Concho, Oklahoma             |                                         |
| Vitória | 12-7   | Matt Gabel                 | Finalização (triângulo)                  | Extreme Challenge 181                                     | 15/04/2011 | 1     | 1:50  | Council Bluffs, Iowa         |                                         |
| Vitória | 11-7   | Demetrius Richards         | Nocaute Técnico (socos)                  | Extreme Challenge: Bad Blood                              | 11/02/2011 | 2     | 2:07  | Council Bluffs, Iowa         |                                         |
| Vitória | 10-7   | Ben Crowder                | Nocaute (soco)                           | Cornhusker Fight Club 2: Season's Beatings                | 17/12/2010 | 1     | 1:09  | Lincoln, Nebraska            |                                         |
| Derrota | 9-7    | Jesse Forbes               | Nocaute Técnico (socos)                  | Crowbar MMA: Fall Brawl                                   | 11/09/2010 | 2     | 1:28  | Fargo, Dakota do Norte       |                                         |
| Vitória | 9-6    | Logan Clark                | Nocaute Técnico (interrupção médica)     | Seconds Out / Vivid MMA: Havoc at the Hyatt 2             | 19/06/2010 | 2     | 2:22  | Minneapolis, Minnesota       |                                         |
| Vitória | 8-6    | Lucas St. Claire           | Finalização (chave de braço)             | Max Fights 10                                             | 08/05/2010 | 1     | 3:19  | East Grand Forks, Minnesota  |                                         |
| Vitória | 7-6    | Mike George                | Nocaute (soco)                           | TriState Cage Fights: Island Warfare                      | 17/04/2010 | 1     | 0:22  | Grand Island, Nebraska       |                                         |
| Vitória | 6-6    | James Brasco               | Nocaute Técnico (interrupção médica)     | XKL - Evolution 1                                         | 20/03/2010 | 1     | 1:21  | Ypsilanti, Michigan          |                                         |
| Derrota | 5-6    | Jake Hecht                 | Nocaute Técnico (socos)                  | Victory FC 30: Night of Champions                         | 05/02/2010 | 3     | 4:35  | Council Bluffs, Iowa         |                                         |
| Derrota | 5-5    | Mike Pitz                  | Nocaute Técnico (socos)                  | Fight Club Inc.                                           | 25/07/2009 | 2     | 3:21  | Addison, Illinois            |                                         |
| Derrota | 5-4    | Chaun Sims                 | Nocaute Técnico (socos)                  | Fight To Win: Colorado vs. Nebraska                       | 14/03/2009 | 2     | 2:00  | Denver, Colorado             |                                         |
| Derrota | 5-3    | Brian Monahan              | Finalização (chave de braço)             | Vicotry FC 26: Onslaught                                  | 20/02/2009 | 1     | N/A   | Council Bluffs, Iowa         |                                         |
| Vitória | 5-2    | Rico Washington Sr.        | Nocaute Técnico (socos)                  | Minnesota Combat Sports                                   | 09/01/2009 | 1     | 0:54  | Maplewood, Minnesota         |                                         |
| Derrota | 4-2    | Charley Lynch              | Nocaute Técnico (socos)                  | Brutaal: Fight Night                                      | 06/11/2008 | 1     | 3:12  | Maplewood, Minnesota         |                                         |
| Vitória | 4-1    | Chuck Parmelee             | Finalização (mata leão)                  | Torment MMA                                               | 20/09/2008 | 2     | 1:26  | Lincoln, Nebraska            |                                         |
| Derrota | 3-1    | Chuck Parmelee             | Nocaute Técnico (socos)                  | TriState Cage Fights                                      | 14/06/2008 | 2     | N/A   | Yankton, South Dakota        |                                         |
| Vitória | 3-0    | Ricky Duvall               | Decisão (unânime)                        | Victory FC 23: Validation                                 | 09/05/2008 | 3     | 5:00  | Council Bluffs, Iowa         |                                         |
| Vitória | 2-0    | Jeremy Shepherd            | Finalização (mata leão)                  | Pugilistic Productions                                    | 22/03/2008 | 2     | 2:13  | Lincoln, Nebraska            |                                         |
| Vitória | 1-0    | Dave Moran                 | Finalização (chave de braço)             | Victory FC 22: Ascension                                  | 29/02/2008 | 2     | 1:19  | Sioux City, Iowa             |                                         |